# Peter De Wint

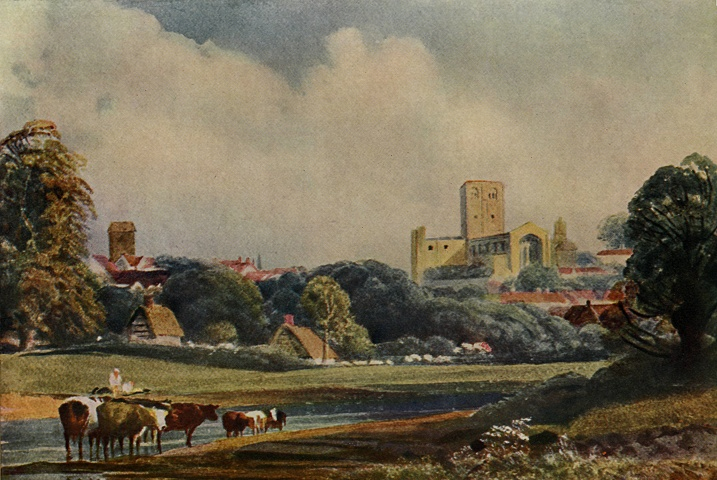
St. Albans par Peter de Wint

Peter De Wint, né le 21 janvier 1784 dans le Staffordshire – mort le 30 janvier 1849 à Londres, est un peintre paysagiste anglais. Un certain nombre de ses tableaux sont conservés à la National Gallery, au Victoria and Albert Museum et à The Collection à Lincoln.

## Biographie
Né à Stone, De Wint est le fils d'un médecin d'origine néerlandaise arrivé à Londres en provenance de New York. Il s'installe à Londres en 1802 où il est apprenti chez John Raphael Smith, graveur à la manière noire et peintre portraitiste. Il reprend sa liberté de Smith en 1806, à condition qu'il fournisse 18 peintures à l'huile au cours des deux années suivantes.
En 1806 il visite Lincoln pour la première fois en compagnie du peintre de thèmes historiques William Hilton membre de la Royal Academy dont il épouse la sœur Harriet en 1810. De Wint et Hilton vivent ensemble dans Broad Street, Golden Square où vit aussi John Varley. Ce dernier donne des leçons à De Wint et le présente au Dr Monro qui dirige une académie informelle à l'intention des jeunes artistes.
De Wint expose pour la première fois à la Royal Academy en 1807 et l'année suivante à la Gallery of Associated Artists in Watercolours. En 1809 il intègre l'école de la Royal Academy. Il est élu membre associé de l'Old Watercolour Society en 1810 et membre de plein droit l'année suivante. À cette époque, en tant que maître de dessin établi, il passe ses étés à enseigner auprès de familles provinciales aisées. En 1812 il devient membre de la Royal Watercolour Society où il expose pendant de nombreuses années ainsi qu'à l'Academy.
La vie de De Wint est consacrée à l'art ; il peint admirablement les huiles et il se classe comme l'un des principaux aquarellistes anglais. « Aucun artiste », affirme Alfred William Rich, « ne s'est jamais approché aussi près de peindre un tableau parfait que ne le fait Peter de Wint ». Il visite fréquemment la ville natale de son épouse, Lincoln, et beaucoup de ses paysages panoramiques et scènes de fenaison sont situés dans le Lincolnshire. Il voyage occasionnellement au pays de Galles et en 1828 en Normandie.

## Quelques tableaux
32 œuvres à la Tate Britain dont :

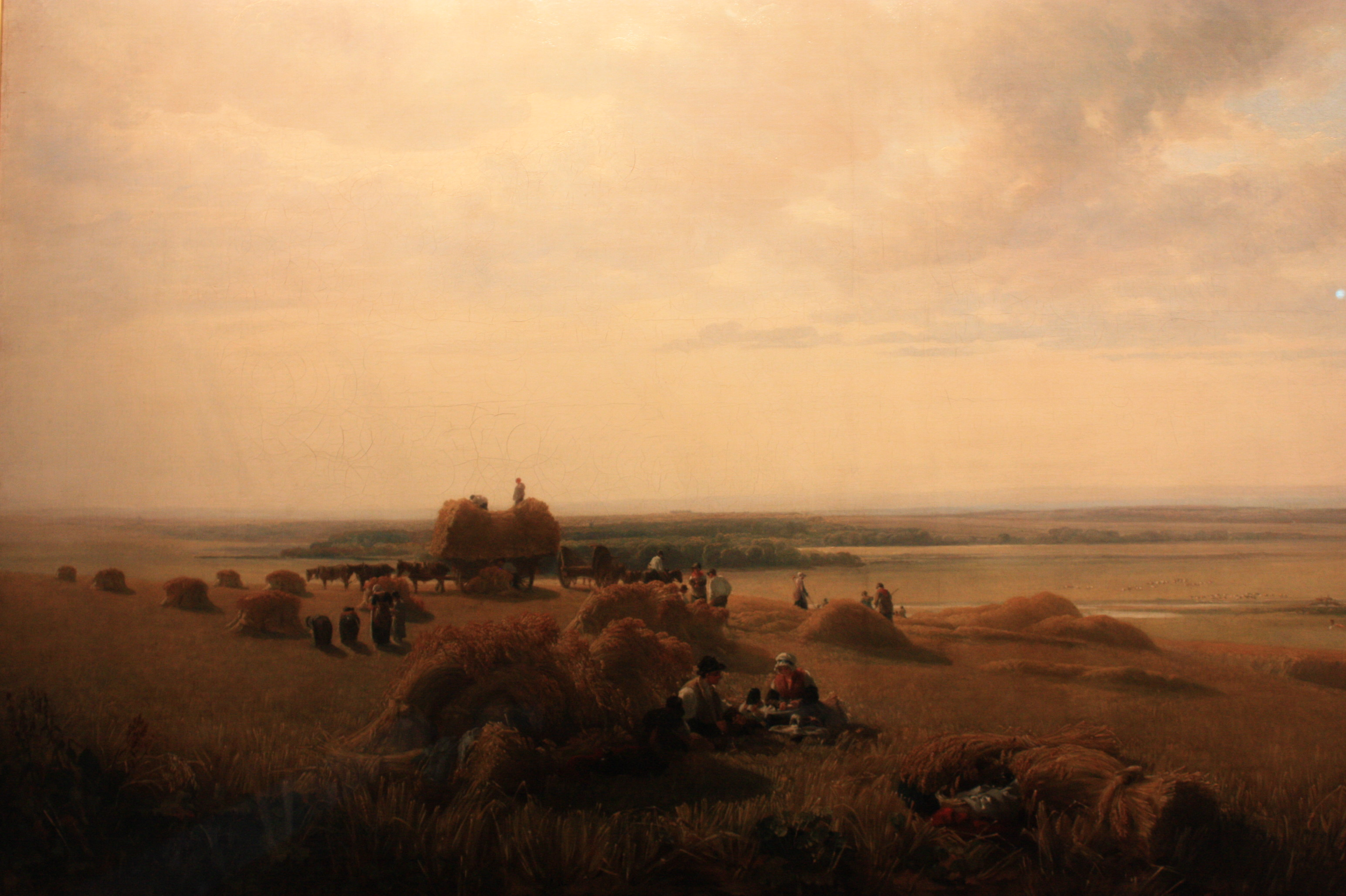
Un champ de maïs par Peter de Wint, 1815 (V&A)

- 1810 - Children at Lunch by a Corn Stook, huile sur panneau
- 1840 - Roman Canal, Lincolnshire, aquarelle sur papier

## Source de la traduction
- (en) Cet article est partiellement ou en totalité issu de l’article de Wikipédia en anglais intitulé « Peter De Wint » (voir la liste des auteurs).